# Ферна
Ферна (нім. Ferna) — громада в Німеччині, розташована в землі Тюрингія. Входить до складу району Айхсфельд. Складова частина об'єднання громад Лінденберг/Айхсфельд.
Площа — 4,44 км2. Населення становить 545 ос. (станом на 31 грудня 2021).